# Messor veneris
Messor veneris (лат.) — вид муравьёв-жнецов трибы Stenammini из подсемейства мирмицины. Греция (Киклады: остров Милос).

## Этимология
Назван в честь Венеры Милосской (Афродиты Милосской), древнегреческой скульптуры, обнаруженной греческим фермером в замурованной нише на территории руин древнего города Милос на острове Милос — типового местонахождения Messor veneris.

## Описание
Мелкие муравьи-жнецы. От близких видов отличается следующими признаками: пронотум с тонкой и плотной скульптурой, его верх с редуцированной скульптурой и иногда с гладкими пятнами по центру; первый тергит брюшка никогда без отстоящих прямых волосков; затылочная область и темя головы с 4—8 крупными волосками. Голова в основном черная, только мандибулы красноватые или красновато-коричневые и лобный треугольник красноватый, часто передний край щеки также красноватый. Изредка вся щека красноватая, а вентральная сторона головы красновато-коричневая. Мезосома обычно красная с неясным передним краем пронотума и вентральным краем мезонотума и проподеума. Петиоль и постпетиоль красноватые, брюшко черное, только тергиты с красноватыми или желтоватыми прозрачными задними краями. Тазики красновато-коричневые до коричнево-черного, бедра и голени коричневые до черных, базальные сегменты задних и средних лапок коричневые, вершинные сегменты задних и средних лапок и все передние лапки желтоватые до красноватых. Скапус усика в основном темно-коричневый до черного с желтовато-коричневой вершиной, жгутик обычно полностью коричневый или темно-коричневый базально и желтовато-коричневый апикально. Стебелёк между грудкой и брюшком состоит из двух члеников: петиолюса и постпетиолюса (последний четко отделен от брюшка), жало развито, куколки голые (без кокона). Предположительно, как и близкие виды, собирают семена растений.